# Jethro Waters
Jethro Waters je americký režisér, scenárista, kameraman, střihač a producent.
Narodil se v Texasu a vyrůstal v Severní Karolíně. Studoval na Univerzitě Severní Karolíny v Asheville. V roce 2018 natočil celovečerní dokumentární film F11 and Be There o fotografovi Burku Uzzleovi. Jeho dalším počinem byl krátký dokument In Love's Shadow o fotografovi Ralphu Burnsovi a jeho cestách do Gracelandu na setkání u příležitosti výročí úmrtí zpěváka Elvise Presleyho. Roku 2021 natočil krátký hraný film Yene Fikir. V roce 2024 byl uveden jeho první celovečerní hraný film Gunfighter Paradise. Snímek získal cenu za nejlepší film na festivalu MidWest WeirdFest.
Režíroval dva videoklipy pro velšského hudebníka Johna Calea, „Story of Blood“ (2022) a „Davies and Wales“ (2024). Dále natočil například videoklip k písni „Pops“ (2017) zpěvačky Angel Olsen.